# Струсів (гміна)
Гміна Струсів — давня сільська ґміна у Теребовлянському повіті Тернопільського воєводства Другої Речі Посполитої. Адміністративним центром ґміни був Струсів.
Гміна утворена 1 серпня 1934 року в рамках реформи на підставі нового закону про самоуправління (23 березня 1933 року).
Площа гміни — 104,46 км²

Кількість житлових будинків — 1807

Кількість мешканців — 9476 .
Гміну створено на основі давніших гмін: Бернадівка, Налужжя, Різдвяни, Струсів, Варваринці, Заздрість, Зубів.